# Sinapismo

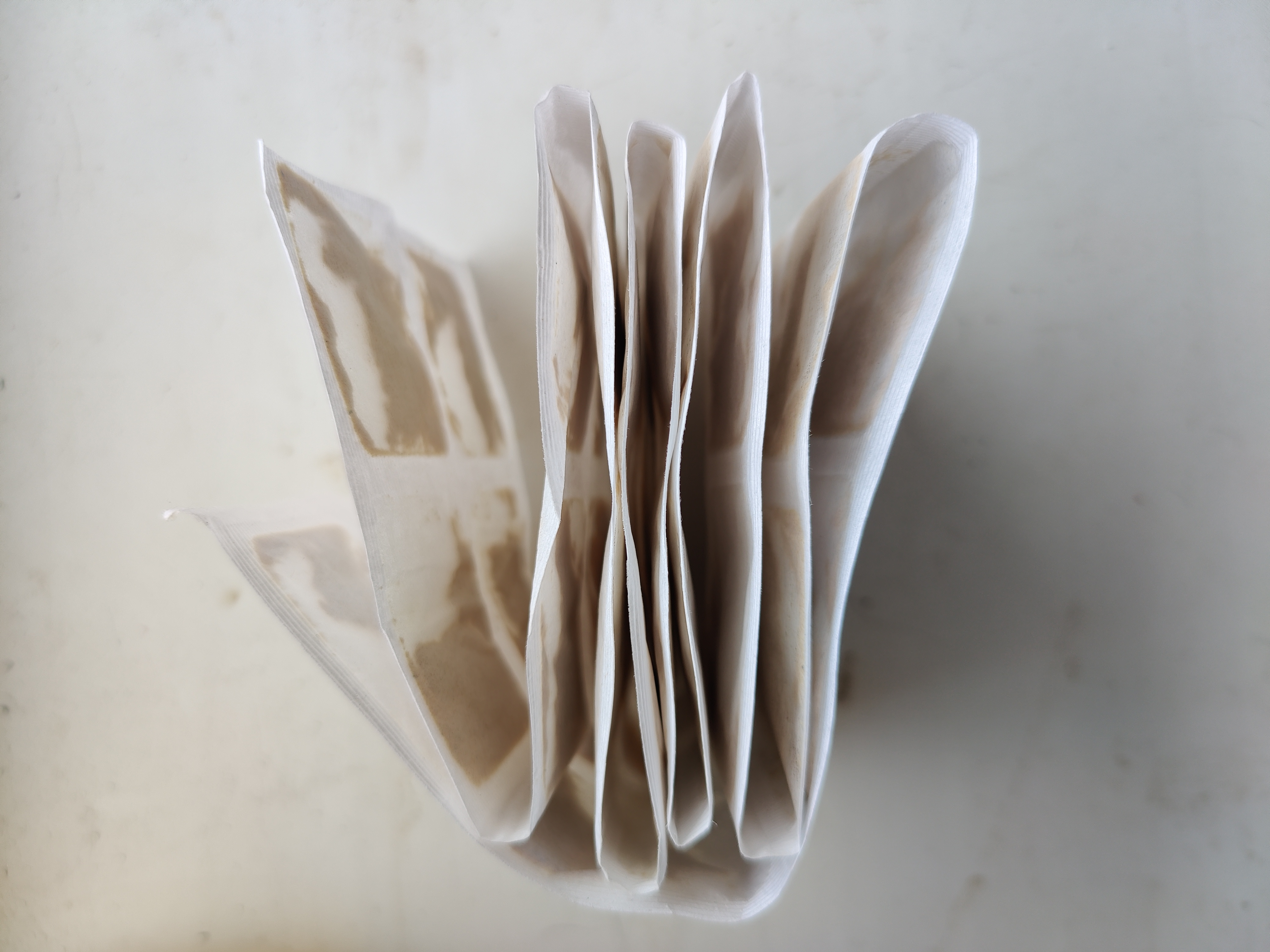

Sinapismo é um tópico ou revulsivo feito com uma cataplasma em que a mostarda é a base principal.